# 예수의 기적
다음은 기독교의 신약성경(사복음서)에 기록된 예수의 기적들을 비교 정리한 표이다.

## 4복음서에 기록된 기적 비교표
| 기적                                                                        |
| --------------------------------------------------------------------------- |
| 가나의 혼인잔치                                                             |
| 가버나움 회당에서 귀신을 쫓으심                                             |
| 게네사렛 호수가에서 시몬 베드로에게 배 두척에 가득찰 정도의 고기를 잡게하심 |
| 나인성에서 죽은 청년을 살리심                                               |
| 문둥병자를 고치심                                                           |
| 백부장의 종을 고치심                                                        |
| 시몬 베드로 장모의 열병을 고치심                                            |
| 해질 무렵 귀신들린 많은 사람들을 고치심                                     |
| 큰 폭풍을 꾸짖어 잔잔하게 하심                                              |
| 거라사 지방의 군대 귀신 들린 사람을 고치심                                  |
| 침대에 누인 중풍병자를 고치심                                               |
| 야이로 회당장의 죽은 딸을 살리심                                            |
| 12년동안 혈루병을 앓던 여자가 고침을 받음                                   |
| 갈릴리에서 두 소경을 고치심                                                 |
| 귀신 들린 벙어리를 고치시고 귀신을 쫓아내심                                 |
| 베데스다 연못에서 38년동안 앓고 있던 병자를 고치심                          |
| 회당에서 손이 오그라든 사람을 고치심                                        |
| 귀신 들려 눈 멀고 말못하는 사람을 고쳐주심                                  |
| 18년 동안 귀신 들려 불구의 몸이 된 여자를 고치심                            |
| 보리떡 다섯개와 물고기 두 마리로 남자만 5,000명을 먹이심                    |
| 바다 위를 걸어심                                                            |
| 게네사렛에서 많은 병자들이 고침을 받음                                      |
| 가나안 여자의 귀신들린 딸을 고치심                                          |
| 데가볼리 지방에서 귀먹고 말더듬는 자를 고치심                               |
| 빵 일곱개로 4,000명을 먹이심                                                |
| 벳새다에서 소경을 고치심                                                    |
| 변화산에서 모습이 변하여 눈부신 광채가 나옴                                 |
| 벙어리 귀신 들린 아이를 고치심                                              |
| 낚시로 잡은 물고기의 입에서 은화를 꺼내심                                   |
| 몸이 부은 수종증 환자를 고치심                                              |
| 문둥병자 10명을 고치심                                                      |
| 날 때부터 소경된 자를 고치심                                                |
| 여리고 근처에서 소경을 고치심                                               |
| 죽은지 4일된 나사로를 살리심                                                |
| 입만 무성하고 열매가 없는 무화과 나무를 말리심                              |
| 칼에 잘려진 하인의 귀를 붙이심                                              |
| 제자들에게 물고기 153마리를 낚게 하심                                       |

## 같이 보기
- 예수의 비유